# Antonio Rodríguez Luna
Antonio Rodríguez Luna, né le 22 juin 1910 et mort le 12 septembre 1985, est un peintre espagnol exilé au Mexique.

## Biographie
Antonio Rodríguez Luna est né en 1910 à Montoro en 1910, il expose pour la première fois à l'Ateneo de Madrid en 1929 et, un an plus tard, à une exposition d'artistes ibériques à Copenhague. 
Exilé politique de la guerre civile espagnole, il s'installe en 1939 au Mexique où il devient notable, non seulement en tant que peintre, mais également comme enseignant. Il meurt en 1985.